# Memecylon aequidianum
Memecylon aequidianum är en tvåhjärtbladig växtart som beskrevs av Jacq.-fel.. Memecylon aequidianum ingår i släktet Memecylon och familjen Melastomataceae. Inga underarter finns listade i Catalogue of Life.